# Stevie B
Stevie B, pseudonimo di Steven Bernard Hill (Fort Lauderdale, 19 aprile 1958), è un cantautore, compositore e produttore discografico statunitense.
Cantante dedito ai generi dance, pop, R&B e professionalmente in attività dalla metà degli anni ottanta, in carriera ha pubblicato oltre una ventina di album (di cui una dozzina in studio).
Il suo singolo di maggiore successo è Because I Love You (The Postman Song) del 1990.

## Discografia

### Album

#### Album studio
- 1988: Party Your Body
- 1988: In My Eyes
- 1990: Love & Emotion
- 1992: Healing
- 1994: Funky Melody -
- 1996:  Waiting for Your Love
- 1998:  Right Here, Right Now!
- 1998: Summer Nights
- 1999:  Freestyle Then and Now!
- 2001: It's So Good
- 2006: This Time...
- 2009: The Terminator
- 2014: The King of Hearts

#### Raccolte
- 1991: Best Of Stevie B
- 1992: Best of Stevie B
- 1993: The Best of Stevie B (Brasile)
- 1996: The Best of Stevie B Vol. 2 (Brasile)
- 1996: Finally
- 1997: Hit Collection
- 1998: Best Of Stevie B (riedizione)
- 2001: The Greatest Hits
- 2004: The Greatest Hits Volume 2
- 2005: The World Of Stevie B
- 2008: Greatest Freestyle Ballads
- 2009: B-Sides And Outtakes